# Judo ai Giochi della XXIII Olimpiade
Le prove di judo ai Giochi della XXIII Olimpiade si sono svolte dal 4 all'11 agosto 1984 all'Eagle's Nest Arena di Los Angeles.

## Podi
| Evento            | Oro                | Argento          | Bronzo                                |
| 60kg (dettagli)   | Shinji Hosokawa    | Kim Jae-Yup      | Neil Eckersley Edward Liddie          |
| 65kg (dettagli)   | Yoshiyuki Matsuoka | Hwang Jung-Oh    | Marc Alexandre Josef Reiter           |
| 71kg (dettagli)   | Ahn Byeong-keun    | Ezio Gamba       | Kerrith Brown Luís Onmura             |
| 78kg (dettagli)   | Frank Wieneke      | Neil Adams       | Mircea Fratica Michel Nowak           |
| 86kg (dettagli)   | Peter Seisenbacher | Robert Berland   | Walter Carmona Seiki Nose             |
| 95kg (dettagli)   | Ha Hyung-joo       | Douglas Vieira   | Bjarni Friðriksson Günther Neureuther |
| + 95kg (dettagli) | Hitoshi Saito      | Angelo Parisi    | Mark Berger Cho Yong-Chul             |
| Open (dettagli)   | Yasuhiro Yamashita | Mohammed Rashwan | Mihai Cioc Arthur Schnabel            |

## Medagliere
| Pos.   | Paese          | Oro | Argento | Bronzo | Totale |
| ------ | -------------- | --- | ------- | ------ | ------ |
| 1      | Giappone       | 4   | 0       | 1      | 5      |
| 2      | Corea del Sud  | 2   | 2       | 1      | 5      |
| 3      | Germania Ovest | 1   | 0       | 2      | 3      |
| 4      | Austria        | 1   | 0       | 1      | 2      |
| 5      | Brasile        | 0   | 1       | 2      | 3      |
| 5      | Francia        | 0   | 1       | 2      | 3      |
| 5      | Regno Unito    | 0   | 1       | 2      | 3      |
| 8      | Stati Uniti    | 0   | 1       | 1      | 2      |
| 9      | Egitto         | 0   | 1       | 0      | 1      |
| 9      | Italia         | 0   | 1       | 0      | 1      |
| 11     | Romania        | 0   | 0       | 2      | 2      |
| 12     | Canada         | 0   | 0       | 1      | 1      |
| 12     | Islanda        | 0   | 0       | 1      | 1      |
| Totale | Totale         | 8   | 8       | 16     | 32     |